# BBC One
BBC One(비비씨 원)은 BBC가 운영하는 영국의 공영 텔레비전 채널이다. BBC의 주력 채널로써 대표 프로그램이 편성되며, BBC 뉴스 프로그램과 메인 드라마, 예능 프로그램, 스포츠 중계방송, 토크 프로그램 등 폭넓은 장르의 프로그램을 방영한다.
1936년 월 2일 BBC 텔레비전 서비스(BBC Television Service)라는 이름으로 개국하였다. BBC 텔레비전 서비스는 세계 최초로 선명한 화질의 정규 텔레비전 방송이었으며, 라디오 방송만 진행하던 BBC는 텔레비전 방송국으로 나아가게 되었다. BBC 텔레비전 서비스는 1955년 ITV가 개국할 때까지 독점 상태였다. 1960년 BBC TV로 이름을 바꾼 채 한동안 유지되던 이 채널은 1964년 BBC2가 개국하면서 이원체제가 되자 BBC1으로 개명하였다. 이후 1997년 10월 3일에 BBC1에서 현재의 명칭으로 변경되었다.

## 역사

### 초창기
1929년 9월 30일에 존 로지 베어드에 의해 베어드 텔레비전사의 스튜디오에서 시험 방송을 개시했다. 전기 기계 시스템을 이용해 런던의 BBC 송신소에 전송된 것이 최초였다(주사선은 405~240개이다. 기존까지는 30~80 주사선의 TV 방송을 하였다.) 방송 소리와 영상의 동시 방송이 시작된 것이 다음 해인 1930년 3월 30일이었다. 1일 2회 30분의 프로그램으로 구성되어 베어드 방송은 1932년 6월까지 계속되었다.
1932년 8월 22일에는 BBC 방송 센터에서 시험 TV 방송을 개시했다. 1934년부터는 포트 랜드 플레이스로 옮겨 방송을 계속해 1935년 9월 11일까지 시험 방송을 했다. 그리고, BBC TV는 1936년 11월 2일에 개국했다(주사선이 405개로 늘어난 초단파 방송이다.).
그러나 1939년 9월 1일에 나치 독일에 의한 제압으로 텔레비전 방송은 중단되었다. 1946년 6월 7일 오후 3시에 방송을 재개했다. 1969년 11월 15일에 컬러 방송을 개시했다(UHF에 의한 PAL 방식). 그 다음은 BBC Two 등의 텔레비전 채널을 늘리고, 1998년에는 세계 최초의 디지털 방송을 개시해 현재에 이르고 있다. 이와 함께 주사선 405개로 송출된 흑백 방송은 1985년 1월에 종료하였다.

### 명칭 변경사
- BBC 텔레비전 서비스(BBC Television Service) : 1936년 11월 2일 ~ 1960년 10월 8일
- BBC TV: 1960년 10월 8일 ~ 1964년 4월 20일
- BBC1: 1964년 4월 20일 ~ 1997년 10월 3일
- BBC One: 1997년 10월 4일 ~ 현재

## 프로그램
《탑 오브 더 팝스》는 1964년부터 2006년 7월까지 42년 동안 방영되었으며, 드라마는 《닥터 후》 등을 방송했다.
《더 위케스트 링크》와 같이 상금이 걸린 퀴즈 프로그램도 방영되고 있으며, 최근 몇 년 동안 전체 시청률에서는 ITV1보다 앞서 있다.